# 二宮就辰
二宮 就辰（にのみや なりとき）は、戦国時代から江戸時代初期にかけての武将。毛利氏の家臣で、毛利輝元の側近を務めた。二宮春久の子とされるが、毛利元就の落胤説もある。

## 生涯

### 出生
父は二宮春久とも、毛利元就とも伝わる。母は備後国の矢田元通の娘（矢田氏）。生年については『閥閲録』に収められている二宮家の家譜の記述に異同があるため天文15年（1546年）と天文18年（1549年）の2説があるが、『閥閲録』内の別の記述では元就の正室である妙玖の死去数ヶ月後に誕生したとも伝えられているため、天文15年（1546年）の生まれと推定される。しかし、元就としては正室が病床にある手前、側室が出産することは体面が悪く、妊娠7ヶ月の矢田氏を家臣である二宮春久に払い下げた後に誕生したといわれている。誕生後は二宮春久の子として養育されることとなるが、就辰が誕生した時、元就は自分の子であることを伝えるため、具足や産着等を与え、虎法丸と命名した。
なお、就辰は毛利家の家中においてはあくまで二宮春久の子と認知されており、元就の落胤であるということは知られていなかった。元就の死後、元就の側室の一人であった中の丸が就辰の出自の件を毛利輝元に伝えたことにより発覚、以後毛利輝元の側近として仕えるようになったという。

### 前半生
永禄5年（1562年）2月22日、元就の加冠によって元服し、「就」の偏諱を与えられて「就辰」と名乗る。永禄6年（1563年）9月13日、出雲国白鹿城の小高丸における合戦で功を挙げ、同年10月18日に元就から書状にて賞賛を受けた。
永禄12年（1569年）の北九州攻めにおいて、赤間関に在陣した元就は溝口玄蕃誅殺のために就辰を討手として派遣。就辰は赤間関の市中にて溝口玄蕃を討ち取り、恩賞として元就の指料であった備前兼光の刀を拝領した。また、永禄13年（1570年）4月14日に元就から安芸国佐東郡馬木村の内において15貫の給地を与えられ、元亀3年（1572年）12月30日には毛利輝元から「太郎右衛門尉」の官途名を与えられる。

### 広島城築城
天正17年（1589年）、毛利氏は本拠地をそれまでの居城であった吉田郡山城から広島へ移すこととし広島城の築城を開始。築城に際しては就辰と穂井田元清が普請奉行となったが、城地の選定にも就辰が関わったとする説もある。財政的に厳しい中での築城ではあったが、就辰は勤勉に、苛烈に、時には奇策をも用いて厳しい財政的難局を乗り切り、広島城は一応の完成に漕ぎ着けたと伝えられている。特に築城予定地の川の三角州の地盤改良に、当時まだ一般的ではない工法を用い、軟弱な地盤に巨城を構築させる事に成功した。
天正19年（1591年）の毛利総国検地の際にも中心として働くなど、数多くの大任を果たし、天正20年（1592年）2月20日に輝元から2172石余を加増される。

### 輝元出頭人として
天正20年（1592年）4月から始まる文禄の役の後、輝元が朝鮮から帰国した文禄2年（1593年）8月以降、毛利氏の中央行政は、就辰、榎本元吉、佐世元嘉、堅田元慶、張元至の5人の輝元出頭人が担うようになった。この5人は様々な出自や経歴を持つ人物たちで、出自や家格にとらわれず能力評価に基づいて人材登用を図る輝元の姿勢が窺える。
文禄4年（1595年）には豊臣秀吉より豊臣朝臣（豊臣就辰）を名乗る事を許され、同年11月6日に従五位下、信濃守に任ぜられた。
慶長2年（1597年）末以降、輝元が五大老として上方へ常駐するようになったことに伴って、輝元出頭人からは就辰、榎本元吉、堅田元慶が、組頭の代表としては安国寺恵瓊、福原広俊が輝元に従って上京した。なお、この頃の就辰の所領は9010石と記されている。
慶長5年（1600年）の関ヶ原の戦いの後は毛利氏の防長移封に従って長門国へ移り住み、その後も輝元の側近として信頼された。
慶長10年（1605年）12月14日、同年の五郎太石事件の後に毛利氏家臣団や有力寺社の総勢820名が連署して毛利氏への忠誠や様々な取り決めを記した連署起請文において788番目に「二宮信濃守」と署名している。
慶長12年（1607年）5月3日に死去。元就の子であるとする前述の説を採用するなら、享年62。嫡男の門田元経が後を継いだ。
子孫は長門国美祢郡嘉万村に891石を領する大組の組頭として続いた。萩城下の市街地には子孫の屋敷跡の長屋門が現存し、観光地となっている。

## 人物
- 就辰は寡黙にして勤勉かつ、いわゆる細かい性格であったようである。経歴をみるに、武功のみならず、財務や土木・建築の才知も持った人物であったと推測される。